# Station Cherbourg-Barfleur
Station Cherbourg-Barfleur is een gesloten spoorwegstation in de Franse stad Cherbourg.